# Ulpiano Colom y Ferrer
Ulpiano Colóm y Ferrer (Ponce, 3 d'abril de 1861 - ca. 1920) fou un advocat porto-riqueny i alcalde ocasional de Ponce, Puerto Rico, en l'any 1898, coincidint en el moment de la invasió americana.
Va néixer en Ponce, Puerto Rico el 3 d'abril de 1861. Es va convertir en alcalde de Ponce el 8 de juliol de 1898, al temps quan els americans van agafar possessió de la ciutat el 28 de juliol de 1898. En la invasió americana, Colom va presentar la seva dimissió, que no va ser acceptada pel General americà James H. Wilson, qui en comptes d'això va estendre la jurisdicció de Colom a les ciutats adjacents addicionals a mesura que les tropes americanes anàven avançant.
Ulpiano Colom era advocat i membre de la Casa de Delegats de Puerto Rico. També fou regidor pel municipi de Ponce, ajudant en el Departament de Bombers de Ponce, director i vicepresident del «Banco Crédito y Ahorro Ponceño» i jutge municipal, entre d'altres ocupacions.